# 675 a.C.

## Eventos
- Fim do reinado de Teopompo, rei de Esparta desde 720 a.C..
- Início do reinado de Anaxândrides I rei de Esparta desde 675 a.C. até 645 a.C.

## Mortes
- Teopompo, rei de Esparta.